# Prise de Tlemcen (1383)
 (novembre 2021).
Pour les articles homonymes, voir Prise de Tlemcen.
La prise de Tlemcen de 1383 oppose les forces mérinides menées par le sultan Aboul Abbas Ahmad al-Mustansir, aux armées zianides d'Abou Hammou Moussa II. Elle entraine la capture de la ville par les Mérinides, et le renversement de la dynastie zianide pour la quatrième fois.

## Contexte
Vers 1378, le Maghreb al-Aqsa est divisé entre divers prétendants mérinides. Le sultan Aboul Abbas est maître de Fès et tout le nord du Maroc, tandis que Abderrahman ben Abou Ifelloussen contrôle Marrakech et le sud du Royaume. 
Aboul Abbas est occupé à combattre la rébellion d'Abou Bakr ben Ghazi, ancien général mérinide. Il le capture vers Taza, puis pénètre la région de la Haute Moulouya en raison des agissements hostiles des Zianides. L'arrivée d'Aboul Abbas terrifie le sultan zianide Abou Hammou Moussa II, qui se presse à lui pour lui rendre un hommage de soumission. À son retour à Fès, il exécute Ben Ghazi, puis signe un traité avec son rival Abderrahman.
Cependant, Abderrahman ben Abou Ifelloussen profite d'une incursion du gouverneur d'Azemmour pour violer le traité. La guerre est relancée, Aboul Abbas remet le siège devant Marrakech, mais échoue et signe une nouvelle trêve avec son rival. Toutefois, devant son refus à accepter les revendications territoriales d'Abderrahman, la flamme de la guerre se rallume rapidement, et Abderrahman s'empare d'Azemmour et Anfa. Aboul Abbas à la tête d'une importante armée, attaque à nouveau Marrakech, et après un siège de cinq mois, est obligé de lever le siège en raison de l'intervention de son ennemi Mohammed V al-Ghani, sultan nasride de Grenade.
Aboul Abbas s'empare finalement de Marrakech en 1382, son rival abandonné de ses partisans, se retranche dans la citadelle de la ville depuis plusieurs mois. Abderrahman ben Abou Ifelloussen fait appel aux Zianides pour le soutenir, qui profitent de la situation pour se venger des humiliations du passé, et dévaster la vallée de la Moulouya, puis assiéger Taza et Meknès. Aboul Abbas envoie alors une armée qui réussit à repousser les assaillants zianides, puis réussit à s'emparer de la citadelle et à éliminer Abderrahman ben Abou Ifelloussen et ses deux fils.

## Déroulement
Après sa victoire, Aboul Abbas décide de mener une campagne de retorsion contre Abou Hammou Moussa II, sultan zianide, pour le punir de ses incursions et soutiens à son ancien rival, Abderrahman. Abou Hammou Moussa II apprenant l'arrivée d'Aboul Abbas, se retranche à Taourirt, mais devant son avancée, fuit pour Tlemcen. Là encore, malgré l'insistance des Tlemcéniens, il abandonne l'idée de défendre la ville et fuit dans le pays des Maghraouas, près du Chélif, où il se retranche dans la forteresse du Tadjahmoumt. 
Aboul Abbas s'empare facilement de Tlemcen, la livre au pillage, puis décide d'abattre les murailles et détruire les palais zianides de la ville. .

## Conséquences
L'occupation de la ville ne dure pas longtemps. En apprenant la nouvelle de la prise de Tlemcen, le roi de Grenade Mohammed V al-Ghani, derrière les nombreuses intrigues caractérisant la deuxième éclipse mérinide, soutient un rival au trône Abû Fâris Moussa ben Fâris, qu'il envoie à Ceuta. Celui-ci, profitant de l'absence d'Aboul Abbas, se fait reconnaître sultan à Fès. 
Aboul Abbas en campagne contre Abou Hammou Moussa II à l'est de Tlemcen, apprend la nouvelle, et fait marche-arrière en direction de la capitale mérinide. Arrivée à proximité de Fès, il est abandonné par ses partisans qui rejoignent le camp de Abû Fâris Moussa, l'obligeant ainsi à se rendre. Abû Fâris Moussa l'envoie à Mohammed V al-Ghani, qui l'assigne à un palais à Grenade. Abou Hammou Moussa II reprend alors son trône à Tlemcen en 1384, la chute de Abou Abass le mérinide rend ainsi l’intégralité de son domaine à Abou Hammou une quatrième fois.

## Sources

### Sources bibliographiques
1. 1 2 3  Hamet 1923, p. 211
2. 1 2 3 4 5 6 7  Hamet 1923, p. 212
3. 1 2 3  Documents pour servir à l'étude du Nord Ouest africain 1894, p. 9
4. ↑  al-Nasiri 1934, p. 429
5. ↑  al-Nasiri 1934, p. 430
6. ↑  Documents pour servir à l'étude du Nord Ouest africain 1894, p. 10
7. ↑  Hamet 1923, p. 213

#### Francophone
- Ahmed ben Khâled Ennâsiri Esslâoui. (trad. de l'arabe par Ismaël Hamet), Kitâb Elistiqsâ li-Akhbâri doual Elmâgrib Elaqsâ [« Le livre de la recherche approfondie des événements des dynasties de l'extrême Magrib »], vol. XXXIII : Les Mérinides, Paris, Librairie Honoré Champion, coll. « Archives marocaines », 1934 (lire en ligne)
- Ismaël Hamet, Histoire du Maghreb : cours professé à l'Institut des hautes études marocaines, E. Leroux (Paris), 1923, 501 p. (lire en ligne)
- Maximilien Antoine Cyprien Henri Poisson de La Martinière, Napoléon Lacroix, Documents pour servir à l'étude du Nord Ouest africain, Gouvernement général de l'Algérie, Service des affaires indigènes, 1894, 1143 p. (lire en ligne)